# Vrije verkiezingen
Het begrip vrije verkiezingen geeft aan dat in een land politieke verkiezingen worden gehouden waarbij aan bepaalde regels voldaan wordt. Het houden van vrije verkiezingen wordt door westerse landen vaak als eis gesteld voor het verlenen van ontwikkelingshulp of het opheffen van een boycot.

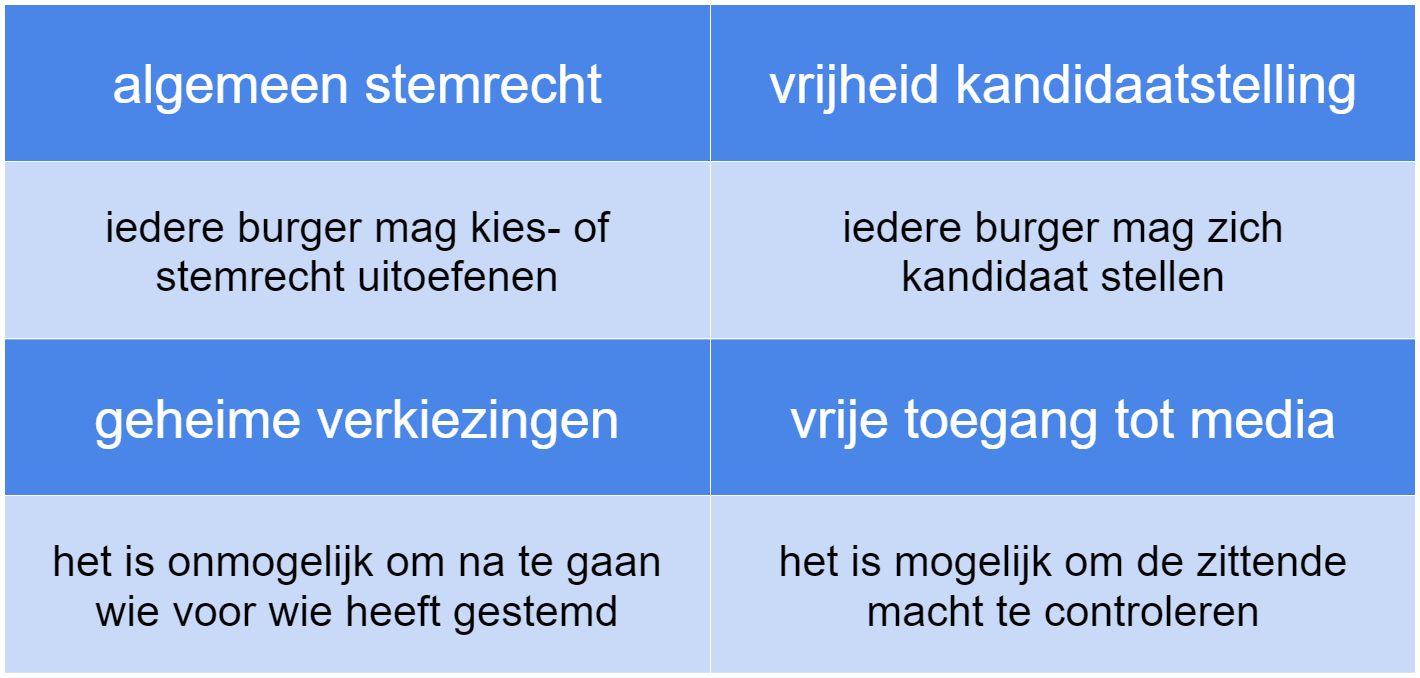
Bij vrije verkiezingen is sprake van algemeen kiesrecht, vrije kandidaatstelling, geheime verkiezingen en vrije toegang tot de media.

## De hoofdregels
De belangrijkste eisen die aan vrije verkiezingen gesteld worden zijn:
- Algemeen stemrecht

Aan deze eis werd bijvoorbeeld niet voldaan in Zuid-Afrika tijdens de apartheid.
- Vrijheid om zich kandidaat te stellen.

Hieraan wordt meestal niet voldaan bij een eenpartijstelsel
- Geheime verkiezingen

Kiezers die niet op de winnaar gestemd hebben hoeven geen vrees te koesteren voor strafmaatregelen. 
- Vrije toegang tot de media

Hieraan wordt niet voldaan als de zittende regering als enige toegang tot de media heeft.

## Beperkingen
In de praktijk gelden vaak beperkingen ten opzichte van de hoofdregels terwijl men toch van vrije verkiezingen spreekt
- Algemeen stemrecht

Volgens de bovenstaande regel zouden de eerste vrije verkiezingen in België in 1945 hebben plaatsgevonden omdat daarvoor geen vrouwenkiesrecht bestond. Verder hebben in  de meeste landen alleen staatsburgers stemrecht, ook als de meerderheid van de bevolking uit buitenlanders bestaat, zoals in de Golfstaten.
- Vrijheid om zich kandidaat te stellen.

Met het oog op de openbare orde en de goede zeden kunnen beperkingen aan de kandidaten worden gesteld. Tegenstanders van het toelaten van een partij die de pedofilie wil legaliseren zijn niet noodzakelijkerwijs tegenstanders van vrije verkiezingen.  
- Geheime verkiezingen

Rapportage van de verkiezingsuitslagen per wijk kan de geheimhouding in gevaar brengen. In de jaren 1950 kon men bijvoorbeeld in Noord-Brabantse dorpen gemakkelijk nagaan wie niet op de KVP gestemd had. 
- Vrije toegang tot de media

Met name in de Verenigde Staten moeten kandidaten grote bedragen uitgeven aan propaganda op radio en televisie. Dit beperkt de mogelijkheid voor partijen die zich vooral op kiezers met de laagste inkomens richten.